# Chris Lofton
Pour les articles homonymes, voir Lofton.
Chris Lofton, né le 27 mars 1986, à Maysville, dans le Kentucky, est un joueur américain de basket-ball. Il évolue au poste d'arrière

## Biographie
En 2016 il remporte la Coupe de France avec Le Mans. Apres plusieurs mois d'absence il retrouve un club le 22 février 2017 il s'engage avec Klaipėdos Neptūnas en Lituanie qui évolue en première division.
En janvier 2019, Lofton rejoint le club sud-coréen des Séoul SK Knights.

## Palmarès
- Joueur de l'année de la conférence SEC 2007
- Coupe de France 2016 (MVP de la finale)
- Champion  de France Pro A en 2018 avec Le Mans.